# Before Everything & After
Before Everything & After è un album del gruppo pop punk statunitense MxPx. È stato pubblicato nel 2003. La canzone Play It Loud è stata inclusa nella colonna sonora del videogioco SSX3, per PlayStation 2.

## Elenco delle tracce
Tutte le canzoni sono state scritte da Mike Herrera.
- 1."Before" – 0:20
- 2."Play It Loud" – 3:18
- 3."Well Adjusted" – 3:39
- 4."It's Alright" – 3:01
- 5."Brokenhearted" – 2:10
- 6."First Day Of The Rest Of Our Lives" – 3:01
- 7."Everything Sucks (When You're Gone)" – 2:57
- 8."Quit Your Life" – 3:38
- 9."More Everything" – 2:50
- 10. "Kings of Hollywood" – 3:41
- 11. "The Capitol" – 2:50
- 12. "On The Outs" – 3:11
- 13. "Don't Walk Away" – 3:59
- 14. "You Make Me, Me" – 3:06
- 15. "You're Not Alone" – 3:40
- 16. "After" – 1:43

## Formazione
- Mike Herrera (voce e basso)
- Tom Wisniewski (chitarra)
- Yuri Ruley (batteria)